# Comuna de Legnickie Pole
Legnickie Pole (polaco: Gmina Legnickie Pole) é uma gminy (comuna) na Polónia, na voivodia de Baixa Silésia e no condado de Legnicki. A sede do condado é a cidade de Legnickie Pole.
De acordo com os censos de 2004, a comuna tem 4944 habitantes, com uma densidade 57,9 hab/km².

## Área
Estende-se por uma área de 85,37 km², incluindo:
- área agricola: 86%
- área florestal: 2%

## Demografia
Dados de 30 de Junho 2004:
|                      | Total   | Total | Mulheres | Mulheres | Homens  | Homens |
| -------------------- | ------- | ----- | -------- | -------- | ------- | ------ |
|                      | pessoas | %     | pessoas  | %        | pessoas | %      |
| População            | 4944    | 100   | 2735     | 55,3     | 2209    | 44,7   |
| Densidade (pop./km²) | 57,9    | 100   | 32       | 32       | 25,9    | 25,9   |

De acordo com dados de 2002, o rendimento médio per capita ascendia a 1985,31 zł.

## Subdivisões
- Bartoszów, Biskupice, Czarnków, Gniewomierz, Kłębanowice, Koiszków, Koskowice, Księginice, Legnickie Pole, Lubień, Mikołajowice, Nowa Wieś Legnicka, Ogonowice, Raczkowa, Strachowice, Taczalin.

## Comunas vizinhas
- Krotoszyce, Kunice, Legnica, Męcinka, Mściwojów, Ruja, Wądroże Wielkie